# Hyakko
Hyakko (ヒャッコ?) è un manga scritto e disegnato da Haruaki Katō. La sua serializzazione è iniziata sulla rivista online gratuita della Flex Comix Flex Comix Blood il 16 gennaio 2007. Un adattamento anime è stato prodotto dalla Nippon Animation ed è iniziato nel 2008 in Giappone.

## Trama
La storia di Hyakko si svolge nel prestigioso istituto Kamizono Academy (上園学園?, Kamizono Gakuen), un'immaginaria scuola superiore sita a Kyūshū, Giappone. La storia segue le vicende quotidiane di quattro studentesse, Torako Kageyama, Ayumi Nonomura, Tatsuki Iidzuka, e Suzume Saotome. Pian piano che la storia si sviluppa, Torako e le sue amiche, gradualmente conosceranno gli altri personaggi che animano la scuola.

## Personaggi
Torako Kageyama (上下山 虎子?, Kageyama Torako)
Doppiata da: Fumiko Orikasa
Esuberante e chiassosa, la protagonista dell'anime, Torako è identificabile rispetto alle compagne dal fatto che non indossa la giacca della divisa. Torako è la tipica combina-guai, che cerca di raggiungere i propri obbiettivi con determinazione ed impulsività senza curarsi troppo di ciò che la gente potrebbe pensare. Per via della sua assenza durante i primi giorni scolastici, le è stato affidato il ruolo di membro della commissione scolastica disciplinare. Ha un fratello più grande, Kitsune, con il quale non sembra andare molto d'accordo, ed una sorella minore Oniyuri. Verrà in seguito rivelato che Torako è sorellastra di Kitsune ed Oniyuki. Infatti dopo la morte della madre, Torako fu costretta a vivere a casa del padre biologico, nonostante l'astio fra lei e la compagna del padre. La sua migliore amica fin dall'infanzia è Suzume. Nonostante la sua tendenza a saltare ore di lezione, Torako è sufficientemente intelligente da mantenere una buona media scolastica. Il suo nome contiene il kanji "虎" (tora), che vuol dire tigre, mentre il primo kanji del nome, "上" può essere pronunciato Ue (West). Quindi il suo nome può essere tradotto come "tigre dell'ovest" (白虎).
Tatsuki Iizuka (伊井塚 龍姫?, Iizuka Tatsuki)
Doppiata da: Michiko Neya
Figlia del presidente dell'E-lectra, una delle più grandi ed importanti aziende di robotica ed elettronica giapponesi, Tatsuki vive in un modesto appartamento, insieme ad una governante che lei considera una seconda madre. Per via della sua posizione altolocata, Tatsuki utilizzata un modo di parlare formale ed educato anche con le sue amiche più intime, ed è particolarmente seccata dai comportamenti di Torako. Tuttavia ha la tendenza ad essere spesso coinvolta, anche contro la sua volontà da Torako e dalle altre. Il suo nome contiene il kanji "龍" (tatsu) che vuol dire dragone, mentre il primo kanji del nome, "伊" può essere pronunciato I (east). Quindi il suo nome può essere tradotto come "Dragone dell'est" (青龍).
Suzume Saotome (早乙女 雀?, Saotome Suzume)
Doppiata da: Yurika Ochiai
Migliore amica di Torako sin dall'infanzia, Suzume è una ragazza molto tranquilla, dotata però di una grande forza e di un infinito appetito. Nonostante le doti fisiche, che le permettono persino di battere il suo insegnante a dodgeball, Suzume non riesce a sentirsi a proprio agio col suo corpo ancora poco femminile. Inoltre Suzume sembra non avere alcun senso della vergogna, ed i suoi comportamenti sono spesso imprevedibili, anche per le sue amiche più intime. Il suo nome contiene il kanji "雀" (suzume) che vuol dire passero, mentre il primo kanji del nome, "早" può essere pronunciato Sa (south). Quindi il suo nome può essere tradotto come "Passero del sud" (朱雀).
Ayumi Nonomura (能乃村 歩巳?, Nonomura Ayumi)
Doppiata da: Aya Hirano
Piuttosto popolare fra i ragazzi per via del seno procace e dell'atteggiamento ingenuo (che procurano grandi vendite delle sue fotografie "rubate"), Ayumi è una ragazza molto timida, che ha sempre avuto grandi difficoltà a fare amicizia ed è stata spesso vittima di prepotenze e bullismi. Fra le altre amiche, Ayumi sembra essere quella dotata di maggior buon senso, anche se non ha poi la forza per imporlo alle altre. Il suo nome contiene il kanji "巳" (mi) che vuol dire serpente, mentre il primo kanji del nome, "能" può essere pronunciato No (north). Quindi il suo nome può essere tradotto come "Serpente del nord" (玄武).

## Episodi
| Nº  | Giapponese 「Kanji」 - Rōmaji                                                                                  | In onda          | In onda |
| Nº  | Giapponese 「Kanji」 - Rōmaji                                                                                  | Giapponese       |         |
| 1   | 「虎子相まみえる」 - Torako Aimamieru                                                                          | 1º ottobre 2008  |         |
| 2   | 「虎穴に入らずんば虎子を得ず」 - Koketsu ni Irazunba Koji o Ezu                                                | 8 ottobre 2008   |         |
| 3   | 「前門の虎 校門も虎/張子の虎」 - Zenmon no Tora Kōmon mo Tora / Hariko no Tora                                 | 15 ottobre 2008  |         |
| 4   | 「牛飲馬食虎食/虎は虎連れ」 - Gyūin Bashoku Torashoku / Tora wa Torazure                                       | 22 ottobre 2008  |         |
| 5   | 「合縁虎縁/人には沿うてみよ、虎とは闘ってみよ」 - Aien Koen / Hito ni wa Sōte miyo Tora to wa Tatakatte miyo   | 5 novembre 2008  |         |
| 6   | 「向こう三軒 両側に虎」 - Mukō Sangen Ryōgawa ni Tora                                                          | 12 novembre 2008 |         |
| 7   | 「狐虎で会ったが百年目/虎の怒りを買う狐」 - Koko de Atta ga Hyakunenme / Tora no Ikari o Kau Kitsune           | 19 novembre 2008 |         |
| 8   | 「虎に立つ矢/虎を描いて猫に類する」 - Tora ni Tatsu Ya / Tora o Egai te Neko ni Ruisuru                        | 26 novembre 2008 |         |
| 9   | 「情けは虎の為ならず / 雀よ、さらば与えられん」 - Nasake wa Tora no Tamera na zu / Suzume yo, Saraba Ataeraren | 3 dicembre 2008  |         |
| 10  | 「虎に翼」 - Tora ni Tsubasa                                                                                   | 10 dicembre 2008 |         |
| 11  | 「虎口を逃れる」 - Kōko o Nogareru                                                                             | 17 dicembre 2008 |         |
| 12  | 「一姫二太郎三虎子 / 虎子故に迷う鬼心」 - Ichi Hime Ni Tarō San Torako / Torako Yue ni Mayō Onigokoro          | 24 dicembre 2008 |         |
| 13  | 「四人虎を為す」 - Yonin Tora o Nasu                                                                           | 31 dicembre 2008 |         |
| OAV | | 17 ottobre 2009  |         |

## Sigle
- Sigla di apertura: Suppin Rock (スッピンロック?) di Mana Ogawa
- Sigla di chiusura: Namida Namida Namida (涙 NAMIDA ナミダ?) di Aya Hirano